# Montfey
Montfey ist eine französische Gemeinde mit 115 Einwohnern (Stand: 1. Januar 2022) im Département Aube in der Region Grand Est (vor 2016 Champagne-Ardenne). Sie gehört zum Kanton Aix-Villemaur-Pâlis im Arrondissement Troyes. 

## Geographie
Montfey liegt etwa 27 Kilometer südwestlich von Troyes. 
Nachbargemeinden sind Villeneuve-au-Chemin im Nordwesten und Norden, Vosnon im Norden, Ervy-le-Châtel im Osten, Courtaoult im Süden, Racines im Südwesten und Westen sowie Coursan-en-Othe im Westen und Nordwesten.

## Bevölkerungsentwicklung
| Jahr                       | 1962 | 1968 | 1975 | 1982 | 1990 | 1999 | 2006 | 2011 | 2019 |
| -------------------------- | ---- | ---- | ---- | ---- | ---- | ---- | ---- | ---- | ---- |
| Einwohner                  | 202  | 161  | 127  | 114  | 133  | 134  | 132  | 138  | 124  |
| Quellen: Cassini und INSEE |      |      |      |      |      |      |      |      |      |

## Sehenswürdigkeiten
- Kirche Saint-Léger aus dem 12. Jahrhundert, Umbauten aus dem 16. Jahrhundert
- Reste der Burg La Brosse